# Pasquale Meomartini (1859-1934)
Pasquale Meomartini (senior) (Colle Sannita, 1º agosto 1859 – Roma, 3 aprile 1934) è stato un generale e politico italiano.

## Biografia
Di nobile famiglia del Sannio, nacque a Colle Sannita da Gennaro, Consigliere provinciale, e da Ridolfina Capilongo e venne battezzato con il nome di un avo paterno, nonché dello zio materno, Pasquale Capilongo (Benevento 1836-1923), che fu tra i più ardenti liberali in epoca garibaldina, sindaco di Benevento, deputato al Parlamento e promotore di importanti opere pubbliche, tra cui linee ferroviarie ed un istituto di credito.
Compiuti gli studi al Liceo Giannone di Benevento, si iscrisse poi alla facoltà di Ingegneria e, richiamato alle armi, fu allievo della Scuola Militare di Modena (15 settembre 1879) dalla quale uscì con il grado di sottotenente (24 aprile 1881) prestando servizio presso il 49º Reggimento di Fanteria. Promosso Tenente (19 luglio 1883), fu poi allievo della Scuola di Guerra, come Capitano del 10º Reggimento di Fanteria (14 ottobre 1888), dedicandosi quindi alla formazione di giovani soldati in veste di docente di Arti Militari alla Scuola Sottufficiali.
Negli stessi anni si dedicò altresì a un'accurata opera di traduzione degli scritti di teoria e tecnica militare pubblicati in Germania dal generale barone Colmar von der Goltz, e la sua opera - per il carattere divulgativo in Italia al cui contesto venne adeguata con note al testo tradotto - riscosse vastissimi successi in ambito militare, tanto da essere stampata dapprima a Benevento (1894) e poi in seconda edizione dall'editore Enrico Voghera di Roma nel 1898. 
Tornato alle armi come aiutante di campo della Brigata Bormio, fu inviato a Berlino dal Governo a capo di una missione ottenendo la promozione al grado di Maggiore (2 luglio 1902) poi di Tenente Colonnello (21 dicembre 1907) e quindi di Colonnello del I Reggimento Fanteria (29 febbraio 1913). 
Il 25 agosto del 1913 venne destinato in Cirenaica al comando del 43º Reggimento di Fanteria meritando un encomio per il valore dimostrato nella battaglia del 10 marzo 1914 a El Scleidima dove guidò la colonna del 16º Fucilieri, nonché nel corso dei combattimenti che si conclusero con la presa della città di Agedabia, mentre, rientrato in Italia e promosso Maggiore Generale (15 aprile 1915), partecipò alla Grande Guerra al comando della Brigata Ancona in Trentino e della Brigata Catanzaro sul Carso ove meritò la Medaglia d'Argento al Valor Militare per la battaglia di Castelnuovo (21-30 luglio 1915) nei pressi Sagrado, fin quando il 3 agosto 1915, gravemente ferito al polpaccio sinistro, dovette allontanarsi dal fronte.
Pochi mesi più tardi, il 23 dicembre 1915, venne nominato Direttore Generale del Personale Ufficiale e, per i suoi alti meriti, venne promosso Tenente Generale (1º agosto 1917) con successiva designazione, durante il governo di Vittorio Emanuele Orlando, alla carica di Sottosegretario alla Guerra (29 marzo 1918-18 gennaio 1919) ottenendo altresì la Croce al merito di guerra (18 luglio 1918).
Grazie alle profonde conoscenze della tecnica militare, Pasquale Meomartini provvide a riorganizzare l'esercito decimato e disorientato dopo il triste periodo bellico e, nel frattempo nominato Generale, tornò ancora agli onori della cronaca nazionale nel gennaio del 1920, quando su designazione del Capo del Governo Francesco Saverio Nitti fu inviato a Vienna per fare luce sull'operato della missione italiana, condotta dal generale Roberto Segre ed inviata dal Governo nazionale al termine del primo conflitto mondiale per ottenere le migliori condizioni previste dall'armistizio dopo la vittoria dell'Italia.
Giunto nella capitale austriaca egli interrogò tutti gli uomini di Segre, sottoponendoli a dei questionari scritti piuttosto generici e decise comunque sin dal primo momento di sciogliere la missione, la quale secondo lui non aveva più ragion d'essere - non solo perché era arrivata in ritardo per ottenere condizioni favorevoli - ma soprattutto perché aveva ormai perso di credibilità a causa delle accuse di truffa e di illeciti guadagni sui cambi e sui viveri nonché per varie speculazioni. Rientrato in Italia Meomartini tuttavia auspicò la pacificazione degli animi e non eccepì alcun elemento a carico del Segre, sebbene la vicenda fosse già stata strumentalizzata politicamente dal giornale socialista «Avanti!».
La scelta di Meomartini fu dettata dalla volontà di non discreditare ulteriormente il buon nome dell'Esercito Italiano, ma nonostante le buone intenzioni la vicenda fu strumentalizzata più volte in campagna elettorale e, mentre si accusarono i socialisti di aver calunniato Segre ed il suo operato, il generale Meomartini fu criticato per aver sciolto la Missione Italiana in soli tre giorni dopo aver condotto un'indagine che giudicata troppo sbrigativa e superficiale.
Il maggiore Gino Maffei, avvocato e nazionalista della prima ora che fu con il generale Segre nella Missione di Vienna, gridò invece allo scandalo, sostenendo che quelle polemiche erano state scatenate per impedirgli di candidarsi al Parlamento, ma le rinfocolò egli stesso in un memoriale intitolato La Missione Italiana a Vienna – Con un'appendice sullo scandalo Meomartini e compagni edito nel giugno 1922 per Taddei di Ferrara e dove si schierò contro i denigratori del Segre e contro lo stesso Meomartini, secondo lui colpevole di aver affrontato la questione troppo superficialmente. Riportò inoltre nello stesso testo tutti gli articoli e gli interventi fatti sull'argomento dalle diverse ed opposte autorità politiche, tra cui l'onorevole Ivanoe Bonomi che fu tra i sostenitori dell'inchiesta condotta dal generale di Colle Sannita.
Dopo lo scandalo di sapore decisamente politico in cui si trovò suo malgrado coinvolto, il generale Meomartini continuò la propria attività militare ricoprendo il prestigioso incarico di Presidente del Tribunale Militare supremo, e concluse la carriera come Generale di Corpo d'Armata.
Nel 1923 fu ancora una volta impegnato nell'attività di studioso e di traduttore curando la versione italiana delle Memorie della guerra e della rivoluzione del generale zarista Basilio Gurko.
Fissata la propria residenza in Roma con la moglie Adelaide Annoni, da cui non ebbe figli, morì nella capitale il 3 aprile del 1934. Il generale Meomartini è seppellito a Benevento ove negli anni Trenta, in sua memoria, venne istituito presso il Liceo Classico Giannone un premio per studenti meritevoli. A Colle Sannita gli è stato intitolato un viale, mentre una lapide lo ricorda sulla facciata della casa ove nacque. Il suo nome venne imposto al nipote Pasquale Meomartini che fu sindaco di Benevento.

## Opere
- La nazione armata, traduzione di P.Meomartini, De Martini, Benevento 1894.
- La nazione armata, traduzione di P.Meomartini, ed. Voghera, Roma 1898.
- Memorie della guerra e della rivoluzione, di B.Gurko, trad. P.Meomartini, 1923